# Puzzle Agent 2
Puzzle Agent 2 — видеоигра в жанре приключенческой квест-головоломки. Разработана и издана компанией Telltale Games в сотрудничестве с Грэмэм Эннаблэм. Является продолжением первой части — Nelson Tethers: Puzzle Agent. Выпущена 30 июня 2011 года.

## Игровой процесс
Как и в первой игре, структура игры напоминает линейный квест — у игрока нет инвентаря, но он может говорить в диалоговых деревьях с другими персонажами. Некоторые элементы или варианты диалога приводят к решению головоломок, хотя в некоторых случаях головоломка не влияет на ход игры. Типы головоломок варьируются от пазлов до математических и логических головоломок. У каждой головоломки есть краткое описание цели, в то время как у из них некоторых есть базовый набор правил и условий, которые помогают игроку найти решение. Игрок может запросить три подсказки для каждой головоломки, и каждая подсказка стоит игроку жевательной резинки, которая помогает ему сконцентрироваться — в городе не хватает жевательной резинки, как объясняет служащий отеля, но Нельсон может собирать кусочки использованной жевательной резинки, которые он находит в каждой локации. Загадки не утверждают автоматически решение игрока, даже если игрок дает правильный ответ — Нельсон должен отправить ответ обратно в штаб-квартиру, где он будет либо одобрен, либо отклонен. Если решение будет одобрено, игроку дается оценка в зависимости от того, сколько подсказок он использовал и сколько неудачных попыток у него было (последняя представлена в долларах налогоплательщиков), также предоставляется объяснение о том, как можно решить головоломку.

## Отзывы
| Сводный рейтинг | Сводный рейтинг          |
| Агрегатор       | Оценка                   |
| --------------- | ------------------------ |
| GameRankings    | 67,17 %                  |
| Metacritic      | (PC) 63/100 (iOS) 71/100 |

Puzzle Agent 2 стал первым призером награды «Лучшая мобильная игра» от 1UP.com. Игра также заняла первое место в номинации «Лучшая игра для iPhone/iPad» и второе место в номинации «Лучшая головоломка» на IGN Best of E3.